# VT-22
Escadron d'entraînement 22
Le Training Squadron 22 (TRARON TWO TWO ou VT-22) est un escadron de chasseur d'attaque du Naval Air Training Command de l'US Navy. Créé en 1949, il est basé actuellement à la Naval Air Station Kingsville, au Texas. Il est l'un des deux escadrons du Training Air Wing Two (TRAWING TWO). Deux autres escadrons du même type, appartenant au Training Air Wing One (TRAWING ONE) sont basés au Naval Air Station Meridian dans le Mississippi.

## Mission

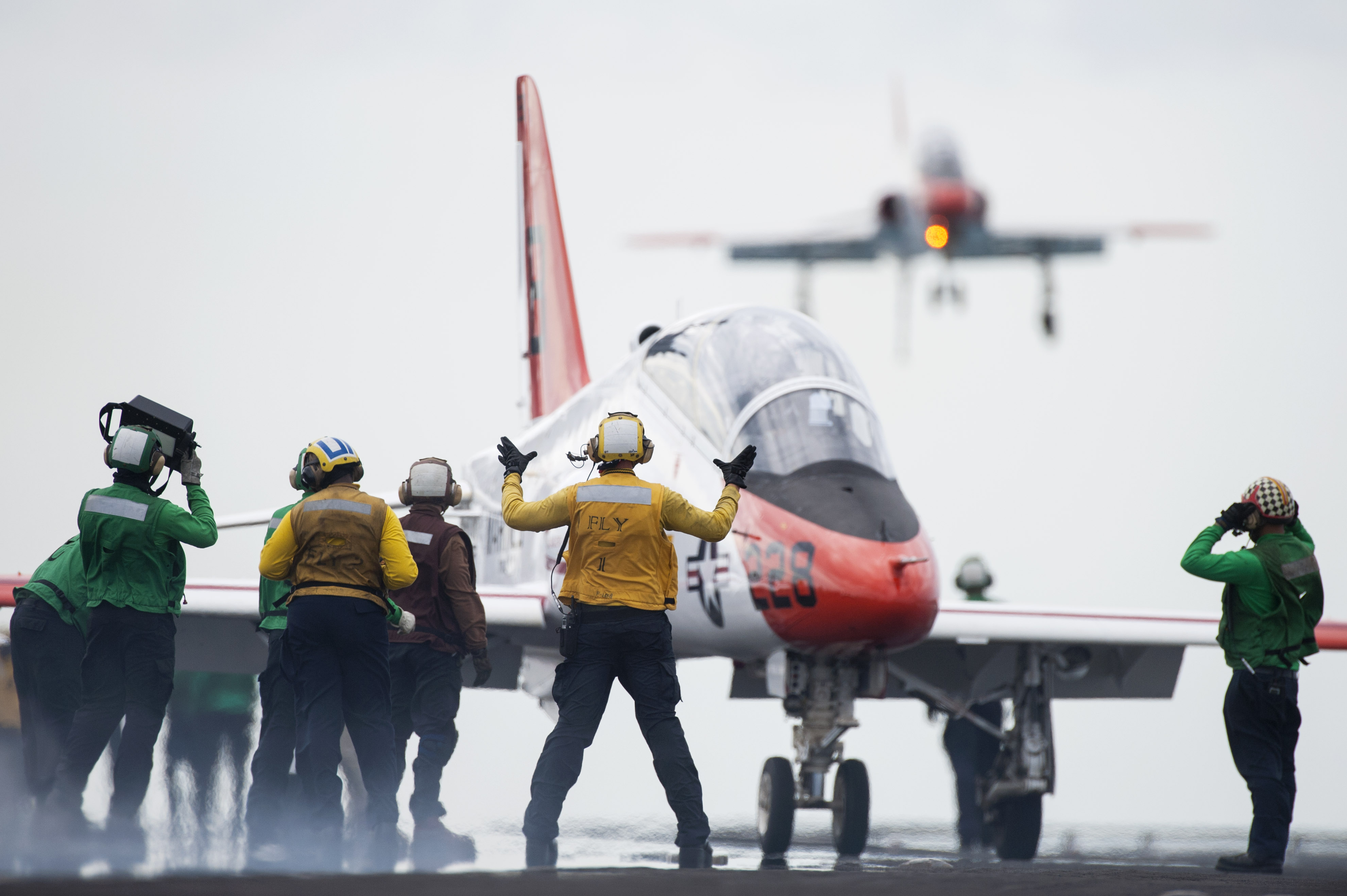
Un T-45 Goshawk du VT-22 sur l'USS Harry D. Truman

Aujourd'hui, la mission du VT-22 est de former les futurs aviateurs de l'US Navy et des étudiants de l'aéronautique navale, ainsi que les aviateurs des alliés des États-Unis. Ils sont sélectionnés parmi les étudiants les plus performants qui ont suivi une formation de vol primaire dans le T-6B Texan II à la Naval Air Station Whiting Field au sein du Training Air Wing Five ou à la Naval Air Station Corpus Christi au sein du Training Air Wing Four.
Les étudiants sont ensuite formés sur le T-45C Goshawk sur un programme de 12 mois composé de systèmes, d'armes, d'aérodynamique, de procédures d'urgence et d'autres cours académiques, accomplissant plus de 120 vols. Les étudiants complètent normalement le programme en effectuant une série d'appontage sur un porte-avions. À la fin du programme de formation, les étudiants aviateurs navals affectés au VT-22 sont désignés comme aviateurs navals et reçoivent des affectations de suivi avec la Fleet Replacement Squadron avant leur première affectation dans la flotte.

## Historique
Le VT-22 a été initialement créé en tant qu' Advanced Training Unit Six (ATU-6) le 13 juin 1949à la Naval Air Station Corpus Christi, chargée de former les aviateurs navals nouvellement désignés passant aux jets.
L'ATU-6 a piloté l'avion d'entraînement TV-1 SeaStar et a été la première unité à former des aviateurs navals dans des avions à réaction. Cette même année, l'ATU-6 a été transféré à la Naval Air Station Whiting Field à Milton, en Floride, et renommé Jet Transitional Training Unit 1 (JTTU-1). Le JTTU-1 a été chargé non seulement de former de nouveaux aviateurs navals, mais également des aviateurs de la flotte, y compris les Blue Angels lors de leur transition vers les avions à réaction dans les années 1940.

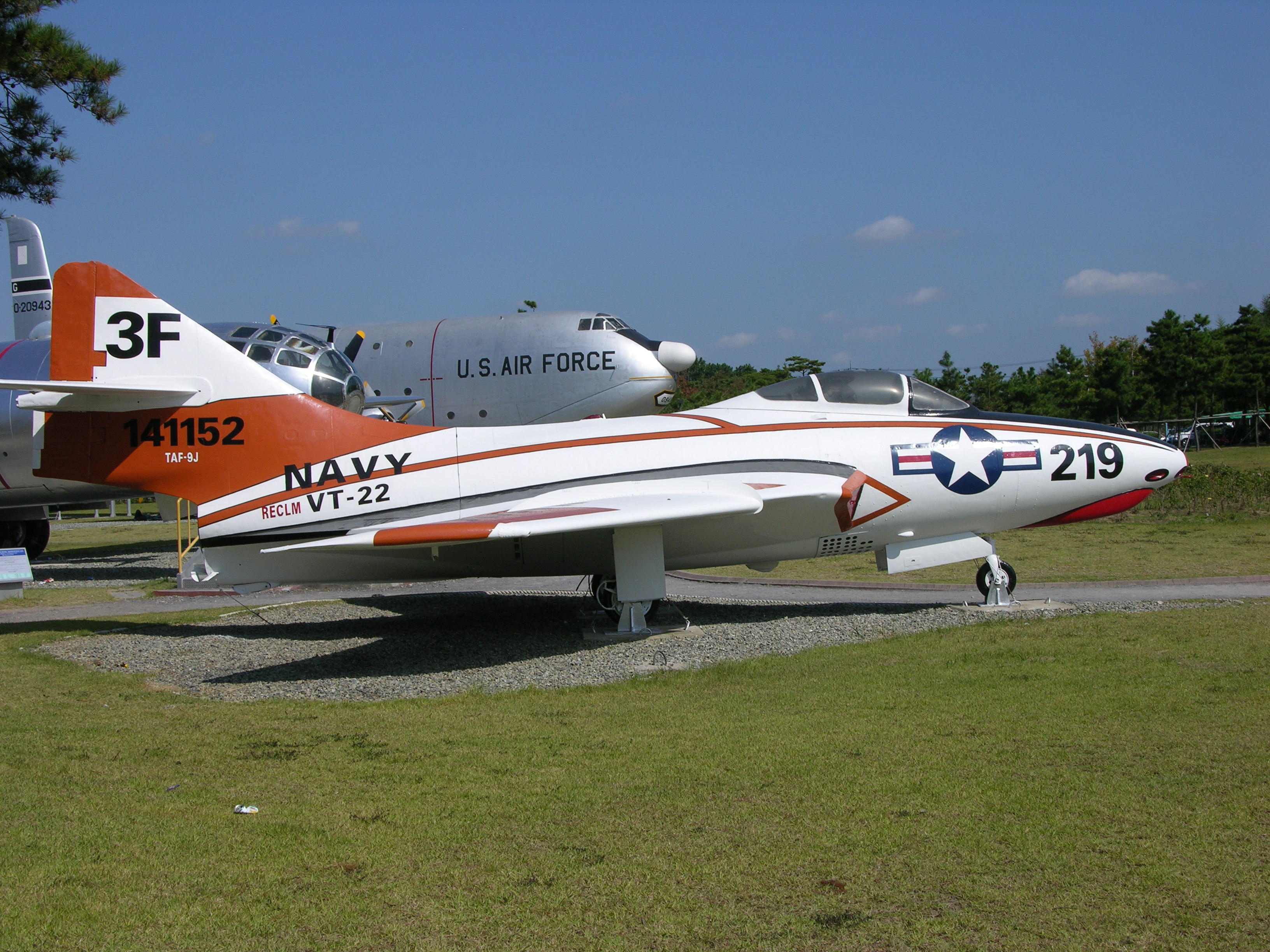
TAF-9 Cougar du VT-22 exposé au KAI Aerospace Museum

En 1951, le JTTU-1 a de nouveau déménagé dans la nouvelle Naval Auxiliary Air Station Kingsville (maintenant Naval Air Station Kingsville), où il a été renommé Advanced Training Unit 3 (ATU-3), puis plus tard en 1952 comme Advanced Training Unité 200 (ATU-200). La mission de l' ATU-200 était de former des aviateurs navals nouvellement désignés à la familiarisation avec les avions à réaction, les tactiques de formation, les instruments et la navigation. L'escadron a de nouveau été renommé Advanced Training Unit 212 (ATU-212), élargissant sa formation pour inclure également la formation par tous les temps. En 1958, l'escadron a commencé la transition de l'avion d'entraînement TV-1 au F9F-88/8T Cougar nouvellement acheté. Avec le nouvel avion, la formation de l' ATU-212 s'est étendue pour inclure la livraison de munitions et la qualification pour porte-avions.

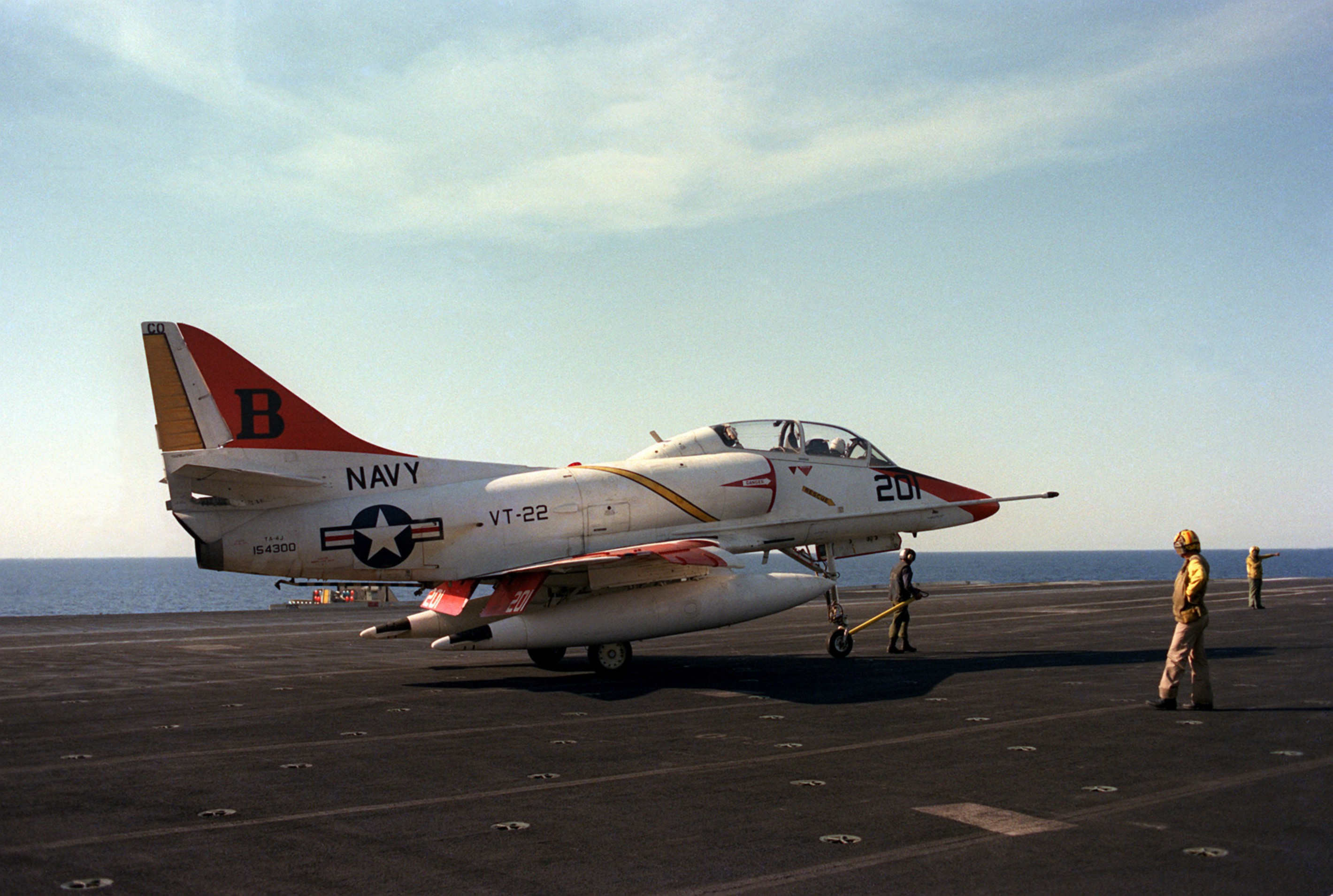
TA-4J Skyhawk du VT-22 sur l'USS Kitty Hawk en 1983

En 1960, l' ATU-212 a été renommé sous son nom actuel, Training Squadron 22 (VT-22). En 1970, l'escadron a commencé la transition vers le nouvel entraîneur à réaction de la Marine, le TA-4J Skyhawk. Le VT-22 a fonctionné comme escadron d'entraînement avancé au Naval Air Station Kingsville, formant des étudiants aviateurs navals dans les derniers domaines de formation avant de passer aux affectations de la flotte. En 1994, le VT-22 a commencé la transition vers l'avion d'entraînement actuellement utilisé, le T-45A Goshawk. Avec le changement d'avion, le rôle de formation du VT-22 est passé de la formation uniquement avancée à la formation intermédiaire et à la familiarisation au pilotage d'avions à réaction. Plus récemment, plusieurs améliorations ont été apportées à l'avion d'entraînement, ce qui a entraîné sa nouvelle désignation en tant que T-45C.